# ベアトリクス・ローラン
ベアトリクス・ローラン（Beatrix S. Loughran、1900年6月30日 - 1975年12月7日）は、アメリカ出身の女性フィギュアスケート選手。1924年シャモニーオリンピック女子シングル銀メダリスト。1932年レークプラシッドオリンピックペア銀メダリスト。1928年サンモリッツオリンピック女子シングル銅メダリスト。パートナーはシャーウィン・バジャーなど。

## 経歴
- 女子シングルとペアを掛け持ちし、キャリアの前半はシングルスケーターとして活躍し、後半は最初レイモンド・ハーベイとペアを組みのちにシャーウィン・バジャーとペアを組んだ。
- 1924年シャモニーオリンピック女子シングルで銀メダルを獲得。
- 1928年サンモリッツオリンピックでは女子シングルで銅メダルを獲得、ペアでは4位となる。
- 1932年レークプラシッドオリンピックで銅メダルを獲得。

## 主な戦績

### 女子シングル
| 大会/年      | 1921-22 | 1922-23 | 1923-24 | 1924-25 | 1925-26 | 1926-27 | 1927-28 |
| ------------ | ------- | ------- | ------- | ------- | ------- | ------- | ------- |
| オリンピック |         |         | 2       |         |         |         | 3       |
| 世界選手権   |         |         | 3       |         |         |         |         |
| 全米選手権   | 2       | 2       |         | 1       | 1       | 1       |         |

### ペア
| 大会/年      | 1926-27 | 1927-28 | 1928-29 | 1929-30 | 1930-31 | 1931-32 |
| ------------ | ------- | ------- | ------- | ------- | ------- | ------- |
| オリンピック |         | 4       |         |         |         | 2       |
| 世界選手権   |         | 5       |         | 3       |         | 3       |
| 全米選手権   | 2       |         |         | 1       | 1       | 1       |

1926-27年のみレイモンド・ハーベイとのペア。
1927-28年以降はシャーウィン・バジャーとのペア。